# Tân Xuyên, Đại Lý
Tân Xuyên (tiếng Trung: 宾川县, Hán Việt: Tân Xuyên thị) là một huyện thuộc Châu tự trị dân tộc Bạch Đại Lý tại tỉnh Vân Nam, Cộng hòa Nhân dân Trung Hoa. Huyện này có diện tích 2627 km2, dân số năm 2002 là 330.000 người. Huyện lỵ tại trấn Kim Ngưu.

## Các đơn vị hành chính
Huyện Tân Xuyên quản lý các đơn vị hành chính sau:
- Các trấn: Kim Ngưu (金牛镇)、Ngưu Tỉnh (牛井镇)、Tân Cư (宾居镇)、Châu Thành (州城镇)、Thái Hòa (太和镇)、Kê Túc Sơn (鸡足山镇)、Lực Giác (力角镇) và Bình Xuyên (平川镇)
- Các hương: Kiều Miếu (乔甸乡)、Thái Doanh (大营乡)、Chung Anh Lật Túc tộc Di tộc (钟英傈僳族彝族乡) và La Điểu Di tộc (拉乌彝族乡).